# Piper subcaudatum
Piper subcaudatum är en pepparväxtart som beskrevs av William Trelease. Piper subcaudatum ingår i släktet Piper och familjen pepparväxter. Inga underarter finns listade i Catalogue of Life.